# Posesión infernal (película de 2013)
Posesión infernal (título original en inglés: Evil Dead) es una película de terror de 2013 dirigida por el cineasta uruguayo Federico Álvarez. Está basada en la aclamada película de culto de terror homónima del año 1981, The Evil Dead, escrita, producida y dirigida por Sam Raimi, quien coescribió y produjo esta película. Es la cuarta entrega de la franquicia The Evil Dead y la primera que no es dirigida por Sam Raimi ni protagonizada por Bruce Campbell. 
El director fue directamente escogido por el propio Raimi. Se estrenó el 5 de abril de 2013 en Estados Unidos. La película está protagonizada por Jane Levy, Shiloh Fernandez, Lou Taylor Pucci, Jessica Lucas y Elizabeth Blackmore, que interpretan a cinco jóvenes universitarios que se alojan en una cabaña aislada en las montañas y despiertan al demonio que habitaba en los más profundos confines del bosque, mediante la lectura del libro Natorum Demonto (El libro de los muertos).

## Argumento
La película comienza con una escena en un bosque, en Tennessee, donde una adolescente asustada trata de huir de alguien. Sin embargo sus perseguidores la encuentran y le dan un golpe en la cabeza, dejándola inconsciente. La joven despierta en una sala atada a un poste. Se ve a un grupo de gente que la miran silenciosamente, incluido el padre de la adolescente. Después de una breve conversación, se revela que la joven estaba poseída por un demonio y que había matado a su madre. Su padre se despide, derrama gasolina sobre ella y la quema viva. Tras eso, dispara al cuerpo calcinado con una escopeta.
Un tiempo más tarde, dos estudiantes de la universidad de Míchigan, David (Shiloh Fernandez) y su novia Natalie (Elizabeth Blackmore), se disponen a pasar un tiempo en una cabaña aislada en el bosque, que antes pertenecía a la familia del joven. Al llegar, son recibidos por Eric (Lou Taylor Pucci), Olivia (Jessica Lucas), amigos de la infancia de David y su perro Grandpa. Detrás de la cabaña, se encuentra Mia (Jane Levy), la hermana de David, que ha ido allí para alejarse del mundo de las drogas. Los jóvenes mantienen una conversación y proceden a entrar en la cabaña. Olivia recuerda al resto que no es la primera vez que Mia intenta desintoxicarse y que siempre lo ha abandonado a la mitad, sin embargo, hace poco sufrió una sobredosis que la dejó clínicamente muerta por varios minutos hasta que fue resucitada por los servicios de emergencia; según Olivia, el estado de Mia es tan delicado que no sobreviviría a otro incidente similar, razón por la cual esta vez la llevaron a un lugar aislado en un intento de evitar que pueda huir. También advierte lo peligrosa y poco cuerda que puede llegar a actuar durante el proceso.
Después de algunas horas, Mia se queja de un abrumador olor a descomposición, que los demás no huelen. Mientras inspeccionan la cabaña, David descubre en el sótano los rastros de la incineración de la joven poseída, el lugar ahora está lleno de cadáveres de animales en descomposición, una escopeta y un libro llamado Natorum Demonto (El libro de los muertos), que describe escenas demoníacas que pueden llegar a suceder si se leen sus pasajes. A pesar de las advertencias escritas en el libro, Eric lee sus pasajes, tras lo cual Mia empieza a enloquecer y a ver lo que parece ser una diabólica mujer con un vestido blanco empapado de sangre que la acosa. Temerosa, pide a sus amigos que abandonen la cabaña, pero ellos, creyendo que actúa así por la abstinencia, no le hacen caso.
Mia se escapa de la cabaña y roba el auto de Eric e intenta salir del bosque solo para estrellarse en un accidente provocado por la mujer de sus alucinaciones. Posteriormente es perseguida en el bosque por el demonio liberado del libro, quien finalmente posee los árboles de los alrededores para atraparla y violarla.
David y Olivia la encuentran en estado de shock en medio de una potente tormenta. Una vez de vuelta en la cabaña el comportamiento de Mia se vuelve pertubadoramente anormal, al punto que Davis descubre que asesinó a Grandpa a martillazos bajo la influencia del demonio y posteriormente se vierte agua hirviendo mientras se baña produciendo quemaduras graves en su cuerpo. Horrorizados, deciden llevar a Mia a un hospital solo para descubrir que la tormenta provocó una crecida del río y el puente, único camino hacia la civilización, ha sido arrastrado por el agua. 
Nuevamente en la cabaña, Mia les dice a los jóvenes que serán poseídos uno a uno y que nadie sobrevivirá para el amanecer, tras lo cual vomita sangre sobre Olivia y debe ser encerrada en el sótano. Mientras Olivia se prepara en el baño un sedante para su amiga alucina viendo el reflejo de su rostro en el espejo desfigurado con trozos de piel y carne arrancados. Cuando Eric, tras algunos minutos, investiga un ruido extraño procedente del baño descubre a Olivia, poseída, usando un trozo de espejo para arrancarse la carne del rostro; ella lo apuñala en el hombro izquierdo, pero Eric consigue matarla a golpes. 
Mientras David atiende a Eric, Natalie es engañada por Mia para que baje al sótano, una vez allí la ataca y muerde su mano hasta que David consigue sacarla del lugar. Mientras lava la mordedura, el brazo de Natalie comienza a podrirse y para evitar que el resto de su cuerpo sufra el mismo destino lo amputa con un cuchillo eléctrico. Cuando Eric y David la encuentran descubren no solo que ya ha cortado su brazo, sino que la podredumbre era solo una ilusión provocada por el demonio.
Tras hacer un torniquete a Natalie y ponerla descansar, Eric explica a David que leer los pasajes del libro parece haber despertado a un demonio que habitaba en el bosque. También le dice que solo hay tres formas de exorcizar a los poseídos y todas implican matar al anfitrión: enterrarlo vivo, desmembrarlo o purificarlo con fuego. Pero eso no es todo: ellos están en medio de un ritual donde el demonio debe consumir cinco almas para manifestarse en forma física en este plano, evento que será anunciado por una lluvia de sangre. Eric y David son atacados por Natalie, armada con una pistola de clavos, quien también está poseída por el demonio. Eric es malherido por la joven, lo que obliga a David a matarla con la escopeta. 
Eric insiste que deben matar a Mia para salvarla y evitar que el demonio obtenga todas las almas. David argumenta que no puede hacer eso a su hermana pero Eric furioso le echa en cara que siempre ha sido alguien que se acobarda y huye de las cosas que requieren valor, David reconoce que es verdad y se compromete a hacer lo correcto.
Mientras vierte gasolina en la cabaña para incendiarla con su hermana dentro, el joven escucha como desde el sótano Mia le recrimina haber huido de casa para no enfrentar la enfermedad mental de su madre e ignorar a ambas por años y como es que con ello puso toda la responsabilidad sobre Mia, quien debió ver morir a su madre y cuidarse sola lo que la hizo caer en las drogas. Sin atreverse a prender fuego a la casa, David idea un plan para exorcizar al demonio y salvar a su hermana; así se arma con los sedantes y baja al sótano, donde es atacado por Mia y rescatado por Eric quien muere incapacitando a la joven.
David usa una batería de auto, cables y jeringas para fabricar un desfibrilador casero. Posteriormente, siguiendo las recomendaciones del libro, exorciza a su hermana enterrándola hasta que muere y el demonio abandona el cuerpo, una vez hecho, la desentierra y consigue revivirla con el desfibrilador. Ambos jóvenes entran a la cabaña para buscar las llaves del Jeep, pero David es apuñalado en el cuello por el cadáver de Eric, que está poseído por el demonio. David, moribundo, le da las llaves del Jeep a Mia y a pesar de las súplicas de la joven, se encierra allí y sacrifica su vida incendiando la cabaña.
Con cinco almas consumidas (La Adolescente, Olivia, Natalie, Eric y David), inicia la lluvia de sangre y el demonio se manifiesta en la forma de la mujer de las alucinaciones de Mia, quien consigue huir al cobertizo. Una vez allí, la joven descubre una motosierra que logra tomar y llenar con gasolina mientras escapa del demonio. Mia, oculta, bajo el Jeep, corta las piernas del monstruo, pero éste vuelca el vehículo sobre ella atrapando el brazo de la joven quien, al no poder alcanzar la motosierra, decide arrancar su mano. Después de esto, Mia destripa al demonio con la herramienta y el cadáver se hunde bajo la tierra. La lluvia de sangre se detiene y amanece. Mia, la única superviviente, se aleja las ruinas de la cabaña. Cerca de donde David había enterrado viva a Mia, el "Natorum Demonto" cae sobre la tierra y se cierra por sí mismo.
Mientras los créditos pasan, se puede escuchar la cinta del Profesor Knowby, de la original The Evil Dead y después de los títulos de crédito, se puede apreciar al personaje de Ash Williams, protagonista de la saga original, mirando a la audiencia, mientras dice: "Groovy".

## Reparto
- Jane Levy como Mia, una joven vulnerable adicta a la heroína, y la razón por la cual todos los jóvenes se encuentran en la cabaña, es la primera en sospechar que algo anda mal alrededor del bosque. Finalmente es poseída por el demonio, convirtiéndose en la principal antagonista.
- Shiloh Fernandez como David, hermano de Mia, y el héroe de la historia. Él abandonó a su familia, incluida Mia, a los 18, debido a la muerte de su madre.
- Lou Taylor Pucci como Eric, amigo de la infancia de David. Él es quien lee los pasajes del libro, causando que los demonios se despierten. Desde el principio, supo que todo lo que estaba pasando era algo sobrenatural.
- Elizabeth Blackmore como Natalie, novia de David y la chica nueva del grupo. Ella siempre creyó que algo andaba mal con Mia y el lugar, por lo que ambas compartían el deseo de irse cuanto antes.
- Jessica Lucas como Olivia, amiga de la infancia de los dos hermanos y enfermera. Ella cree que la posesión de Mia es por causas de delirio y enloquecimiento, ignorando por completo lo que plantea Eric.

## Producción
Sam Raimi y Rodo Sayagues coescribieron el guion, que fue revisado por Diablo Cody (sin acreditar) para su adaptación angloparlante, ya que originalmente se escribió en idioma español, debido a que el inglés no es la lengua nativa de Sayagues. La película está producida por Sam Raimi, Bruce Campbell y Robert Tapert — el productor de la trilogía original.
Esta versión fue planeada hace muchos años por Sam Raimi y Bruce Campbell, sin embargo en 2007, Campbell declaró que la nueva versión "no va a ninguna parte" y "era un fracaso" debido a la reacción extremadamente negativa de los fanáticos. Sin embargo, en 2011 se volvió a plantear la nueva versión, afirmando que "estamos rehaciendo Evil Dead. El guion es impresionante [...] La nueva versión va a patear el trasero — tienes mi palabra".
Esta nueva versión se centra en las raíces de Evil Dead. Evil Dead originalmente pretendía ser una película de terror serio, pero debido al "diálogo melodramático y malos actores", el resultado de Evil Dead parecía bastante gracioso. La nueva versión será mucho más oscura, inquietante y brutalmente violenta.
El 13 de julio de 2011, se anunció oficialmente, a través de un comunicado de prensa, que Ghost House Pictures estaría produciendo el próximo remake de Evil Dead, con Diablo Cody en el proceso de revisión del guion y Federico Álvarez elegido como el director. Además, que el actor Shiloh Fernandez fue elegido como el protagonista principal de David. Bloody Disgusting había informado que Lily Collins estaría en el papel principal como Mia, que es una versión femenina de Ash, pero el 24 de enero de 2012, Collins se salió de la función.
El 3 de febrero de 2012 fue anunciado que la actriz Jane Levy, protagonista de la serie de televisión Suburgatory sería la sustitución de Collins en el papel principal como Mia. Poco después, Lou Taylor Pucci, Elizabeth Blackmore y Jessica Lucas se unieron al elenco de la película de terror.
Federico Álvarez, director de la película, comentó que dicho filme de horror no tiene ni un solo efecto digital o CGI: "No hicimos ningún CGI de la película [...] Todo lo que se ve es real y fue realmente exigente. El rodaje ha sido muy largo, 70 días de rodaje en la noche. Hay una razón por la que la gente utiliza CGI y es que es más barato y más rápido, lo odio. Hemos investigado un montón de trucos de magia y trucos de ilusión."